# Glasblåsarns barn
Glasblåsarns barn är en roman av Maria Gripe från 1964.

## Handling
Boken handlar om glasblåsarens barn, Klas och Klara, som blir bortrövade av Härskaren som gåva till hans maka Härskarinnan. Det är också berättelsen om Härskarinnan som alltid har fått det hon önskat sig, i samma stund som önskningen uttalas. Det är en bok om längtan, saknad och medmänsklighet. Boken ifrågasätter vad som är ont och vad som är gott. 

## Filmatisering
Berättelsen blev grunden för filmen med samma namn från 1998, i regi av Anders Grönros.